# فولادلو
فولادلو هي قرية في مقاطعة أرومية، إيران. يقدر عدد سكانها بـ 53 نسمة بحسب إحصاء 2016.